# Ischaemum aristatum
Ischaemum aristatum är en gräsart som beskrevs av Carl von Linné. Ischaemum aristatum ingår i släktet Ischaemum och familjen gräs. Inga underarter finns listade i Catalogue of Life.

## Bildgalleri

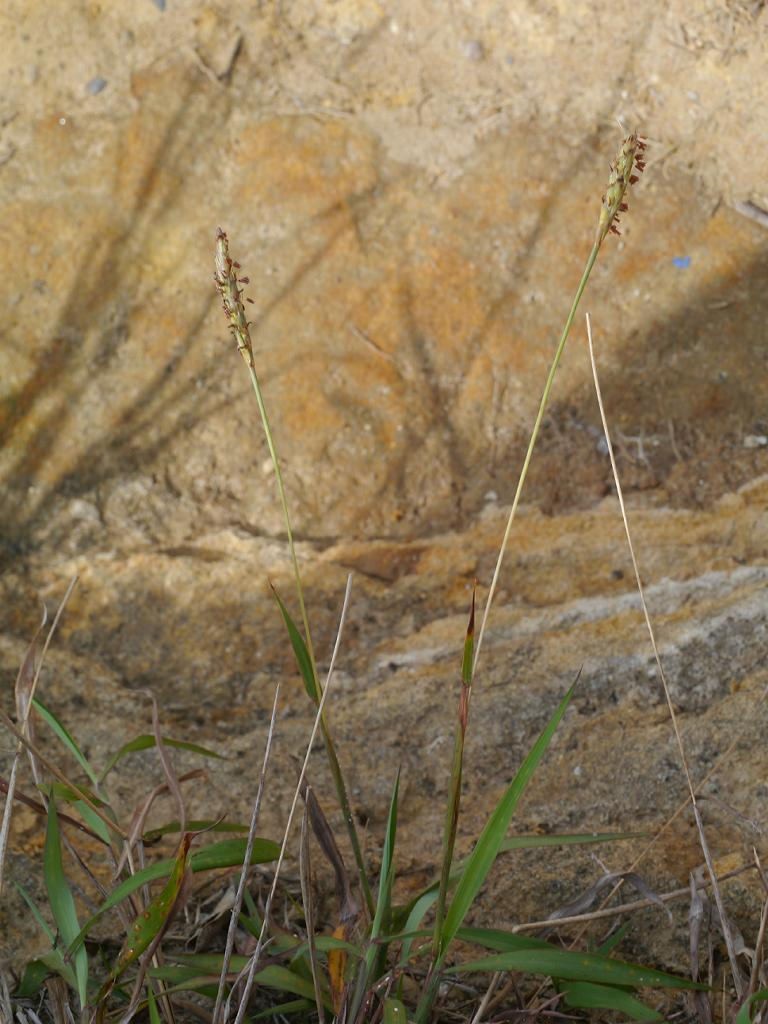
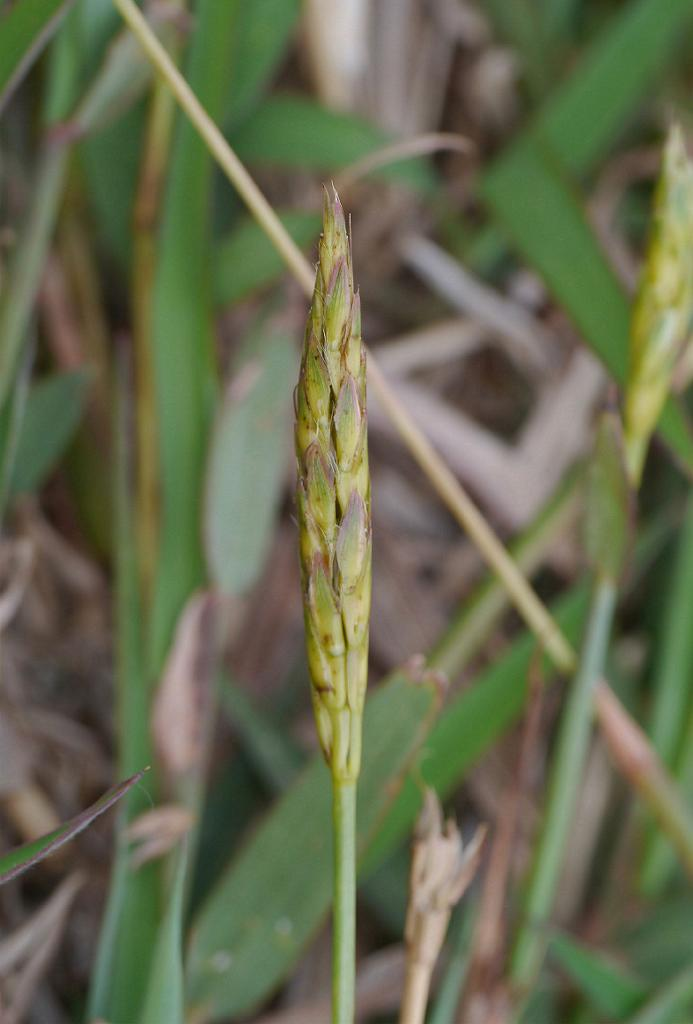
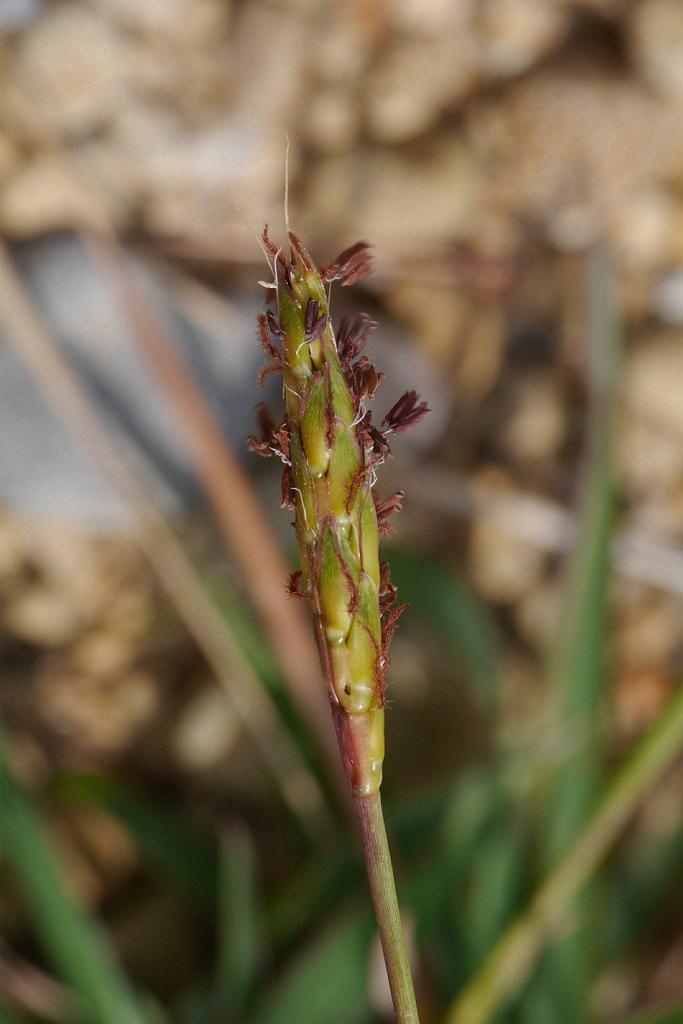